# Otilia Bădescu
Otilia Bădescu (n. 31 octombrie 1970, București, România) este o fostă jucătoare română de tenis de masă. 

## Biografie
S-a născut într-o familie de sportivi, tatăl practica boxul, iar mama practica handbalul. A fost eleva Scolii Gimnaziale nr. 79 din București. A debutat în tenis la vârsta de 7 ani, iar antrenorul Vasile Dumitrescu a descoperit la ea un talent înnăscut pentru acest sport. La vârsta de 12 ani a avut prima performanță internațională  la un campionat european de cadeți și juniori.
Din 1986 până în 2005, ea a câștigat mai multe medalii la simplu, dublu și cu echipa la Campionatul European de tenis de masă și Campionatul Mondial de tenis de masă.
În 1991, Otilia Bădescu a devenit prima jucătoare din Europa legitimată la un club din Asia! A evoluat timp de 5 ani pentru clubul Juroku Bank, din orașul Gifu în Japonia.
Otilia Bădescu a cucerit 3 medalii de bronz la Campionatele Mondiale și 16 medalii la Campionatele Europene (5 de aur, 4 de argint și 7 de bronz). 
Împreună cu alte jucătoare valoroase (Emilia Ciosu, Adriana Năstase și Maria Bogoslov) cucerește titlul de campioană pe echipe, în 1992 la Stuttgart, iar în anul 2000 la Kuala Lumpur, alături de reprezentantele noii generații (Mihaela Șteff, Ana Gogoriță, Antonela Manac) câștigă medalia de bronz pe echipe la Campionatul Mondial.